# Wälsebachtalbrücke
Die Wälsebachtalbrücke ist ein 721,2 m langes zweigleisiges Eisenbahnüberführungsbauwerk der Schnellfahrstrecke Hannover–Würzburg bei Streckenkilometer 198,2.

## Lage und Verlauf

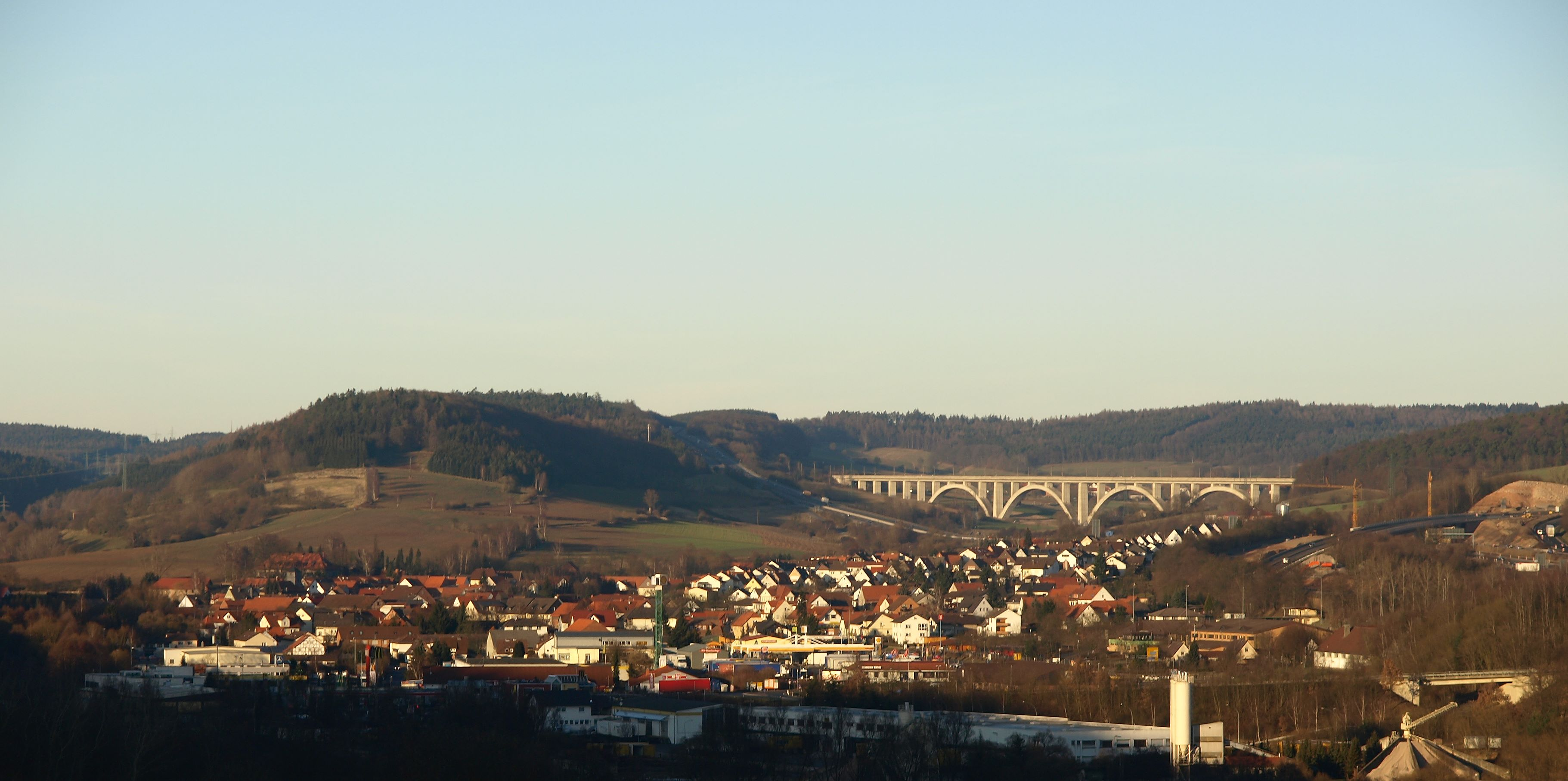
Der Ort Kirchheim mit der Wälsebachtalbrücke (rechts hinten)

Die Bogenbrücke liegt in der Nähe von Kirchheim in Osthessen und überspannt in einer Höhe von maximal 40 m über Grund ein Tal mit dem Wälsebach und der Landesstraße L 3159, die Kirchheim mit dem nordöstlich gelegenen Ortsteil Reckerode verbindet, sowie der Kreisstraße K 36 von Reckerode nach Goßmannsrode.
Es liegt zwischen den Streckenkilometern 198,132 und 198,853.
Die Gradiente fällt auf der Brücke durchgehend nach Süden ab. Die Streckentrasse ist im Brückenbereich im Grundriss gekrümmt und hat einen Radius von 5100 m.
Die zulässige Geschwindigkeit im Bereich des Bauwerks liegt bei 280 km/h.
Unmittelbar westlich davon verläuft die Autobahn 7, die von der Bahnstrecke im Krämerskuppetunnel unterquert wird.

## Geschichte
Das Bauwerk wurde zwischen Mai 1986 und August 1988 zu Baukosten von etwa 33 Millionen D-Mark errichtet.

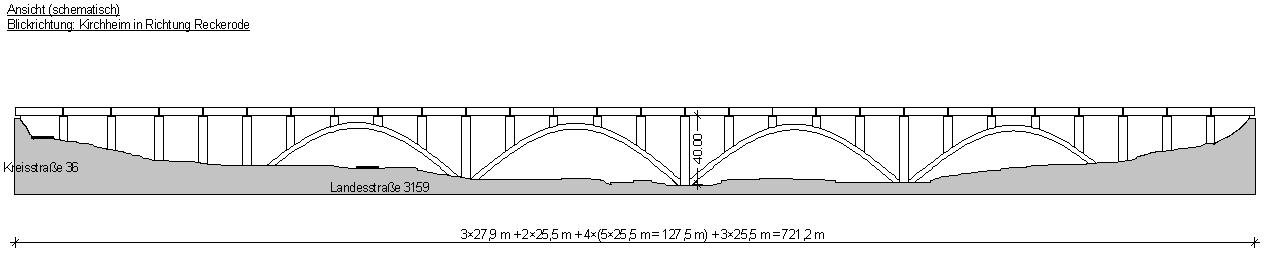
Ansicht (schematisch)

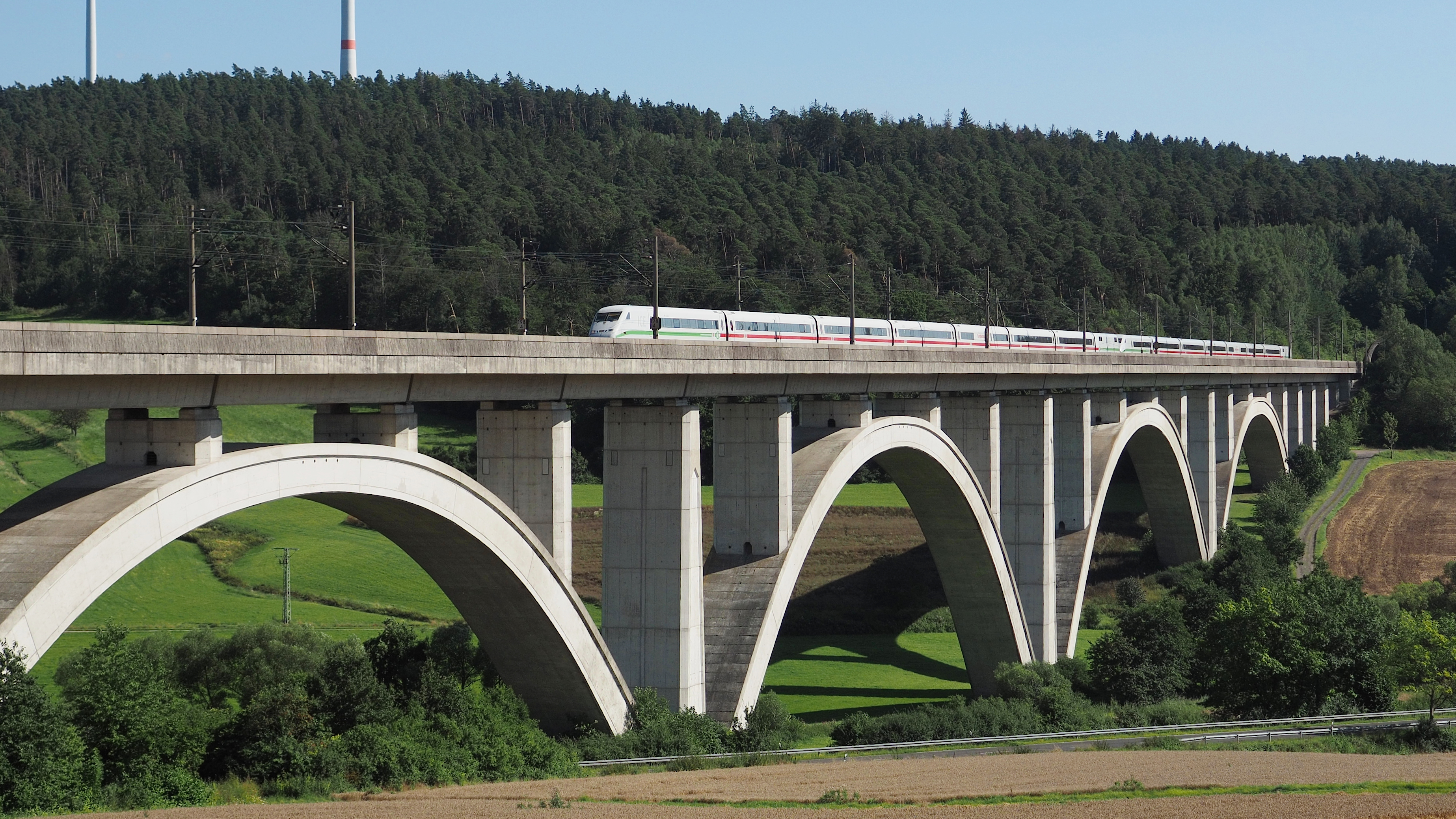
Ein ICE-2-Doppelzug mit überarbeitetem Außendesign auf der Wälsebachtalbrücke (2021)

Aufgrund eines Baugrundes mit Schloten durch eine Lösungsverwitterung im Buntsandstein (Erdfallgebiet) kam keine reine Balkenbrücke zur Ausführung. Am südlichen und nördlichen Ende des Bauwerks wurde jeweils ein Erdfallschlot mit einem Hohlbalken als Fundament überspannt. Die Brückenmitte weist eine Kette von vier Bogenbrücken mit jeweils 127,5 m Stützweite auf, die zwei weitere Schlote überqueren. Auf den Bögen ist der Überbau mit Stahlbetonpfeilern aufgeständert. Der Überbau besteht aus einer Kette von 28 Einfeldträgern. Dadurch ist der spätere Austausch einzelner Brückensegmente möglich. Die Querschnittsform ist ein einzelliger Stahlbetonhohlkasten mit geneigten Stegen, in Längsrichtung vorgespannt. Zusätzlich ist die Fahrbahnplatte in Querrichtung vorgespannt. Bei einer Überbaubreite von 14,3 m beträgt die Gesamtstützweite 3×27,9 m + 2×25,5 m + 4×(5×25,5 m = 127,5 m) + 3×25,5 m = 721,2 m.
In der Planungsphase lag die Brücke m Planungsabschnitt 15 des Mittelabschnitts der Neubaustrecke.